# Webpack
Webpack (meist geschrieben webpack) ist ein Open-Source-JavaScript-Modul-Packer. Die wesentliche Aufgabe besteht darin, JavaScript-Dateien für die Nutzung im Browser zusammenzuführen und zu einer Datei zu bündeln; Webpack ist allerdings auch in der Lage, andere Ressourcen zu transformieren, zu bündeln und zu packen. Webpack sammelt die Module mit ihren Abhängigkeiten ein und generiert statische Assets, die diese Module darstellen. Es ist ein Modul-Packer, der hauptsächlich für JavaScript gedacht ist, aber Front-End-Elemente wie HTML, CSS und auch Bilder konvertieren kann, wenn die entsprechenden Plug-ins enthalten sind.
Webpack listet die internen Abhängigkeiten auf und erzeugt ein Abhängigkeitsdiagramm, das einen modularen Ansatz für die Entwicklung von Webanwendungen ermöglicht. Webpack kann von der Befehlszeile aus verwendet oder mit Hilfe einer Datei konfiguriert werden. Webpack verwendet eine Konfigurationsdatei mit dem Standarddateinamen webpack.config.js, um Loader, Plugins etc. für ein Projekt zu definieren.
Webpack erfordert die Installation des Softwarepakets Node.js. Ein Vorteil von Webpack ist, dass es durch den Einsatz von Loadern und Plugins erweiterbar ist. Mit Loadern können Entwickler benutzerdefinierte Aufgaben schreiben, die sie beim Zusammenfassen von Dateien ausführen möchten. Der Unterschied zwischen Loadern und Plugins besteht darin, dass Loader pro Modul und Plugins pro Bundle angewendet werden. Webpack unterstützt Funktionen wie Code-Splitting und Tree-Shaking. Module können außerdem dynamisch geladen werden.
Im Jahr 2017 entwickelte sich Webpack zum meist genutzten JavaScript-Bundler und wird 14 Mio. Mal pro Woche von npm.com heruntergeladen (Stand 2021).